# Harston, Leicestershire
Harston eller Hareston är en by i civil parish Belvoir, i distriktet Melton, i grevskapet Leicestershire i England. Byn är belägen 16 km från Melton Mowbray. Harston var en civil parish fram till 1936 när blev den en del av Belvoir. Civil parish hade 182 invånare år 1931. Byn nämndes i Domedagsboken (Domesday Book) år 1086, och kallades då Herstan.